# A magyar női labdarúgó-válogatott 2011. május 17-i mérkőzése
Előző mérkőzés - Következő mérkőzés
A magyar női labdarúgó-válogatott barátságos mérkőzése Horvátország ellen, 2011. május 17-én. A mérkőzés 1–0-s magyar győzelemmel zárult.

## Keretek
A magyar női labdarúgó-válogatott szövetségi kapitánya, Kiss László, május 13-án hirdette ki, a tizenkilenc főből álló keretét a barátságos mérkőzésre. A keretben a magyar első osztályban szereplő játékosok mellett a válogatott rendelkezésére állt a Németországban szereplő Tóth Gabriella és Szuh Erika. Benkő Mónikára és Papp Eszterre vizsgáik miatt nem számíthatott a kapitány.
| Magyarország      | Magyarország | Magyarország | Magyarország       |
| Név               | Kor          | Vál./Gól     | Klub               |
| ----------------- | ------------ | ------------ | ------------------ |
| Kovács Klaudia    | 20 éves      | 3 / 0        | Taksony SE         |
| Rothmeisel Dóra   | 27 éves      | 5 / 0        | MTK Hungária       |
| Tóth II Alexandra | 20 éves      | 15 / 0       | Viktória FC        |
| Szeitl Szilvia    | 24 éves      | 19 / 0       | 1. FC Femina       |
| Tálosi Szabina    | 22 éves      | 20 / 1       | Viktória FC        |
| Szórádi Nikolett  | 25 éves      | 13 / 0       | Győri Dózsa        |
| Demeter Réka      | 19 éves      | 8 / 0        | MTK Hungária       |
| Gál Tímea         | 26 éves      | 28/ 0        | MTK Hungária       |
| Jakab Réka        | 24 éves      | 25 / 7       | Győri Dózsa        |
| Smuczer Angéla    | 29 éves      | 57 / 1       | MTK Hungária       |
| Megyeri Boglárka  | 23 éves      | 5 / 1        | Viktória FC        |
| Rácz Zsófia       | 22 éves      | 18 / 2       | Viktória FC        |
| Szarvas Alexandra | 18 éves      | 4 / 0        | Viktória FC        |
| Tóth Gabriella    | 24 éves      | 35 / 2       | Lokomotive Leipzig |
| Szuh Erika        | 21 éves      | 8 / 1        | Lokomotive Leipzig |
| Papp Dóra         | 20 éves      | 4 / 0        | MTK Hungária       |
| Pádár Anita       | 32 éves      | 80 / 31      | 1. FC Femina       |
| Fogl Katalin      | 27 éves      | 18 / 3       | Taksony SE         |
| Méry Rita         | 26 éves      | 29 / 7       | MTK Hungária       |

| Horvátország | Horvátország | Horvátország | Horvátország |
| Név          | Kor          | Vál./Gól     | Klub         |
| ------------ | ------------ | ------------ | ------------ |

 megjegyzés: Az adatok a mérkőzés napjának megfelelőek!

## Az összeállítások
| 2011. május 17. 15:00 (UTC+1) |

| Magyarország | 1 – 0   | Horvátország |
| ------------ | ------- | ------------ |
| Papp 12'     | (1 – 0) |              |

| Zalaegerszeg, Andráshida |

| Magyarország | Horvátország |

| MAGYARORSZÁG:        |    |                   |     |
|                      |    |                   |     |
| K                    | 1  | Kovács Klaudia    |     |
| V                    | 2  | Szórádi Nikolett  | 72' |
| V                    | 3  | Szeitl Szilvia    |     |
| V                    | 6  | Tálosi Szabina    |     |
| V                    | 4  | Megyeri Boglárka  |     |
| KP                   | 8  | Papp Dóra         | 46' |
| KP                   | 5  | Rácz Zsófia       |     |
| KP                   | 10 | Tóth II Alexandra |     |
| KP                   | 7  | Szarvas Alexandra | 68' |
| CS                   | 9  | Pádár Anita       |     |
| CS                   | 11 | Méry Rita         | 79' |
| Cserék:              |    |                   |     |
| K                    | 12 | Rothmeisel Dóra   |     |
| V                    | 14 | Demeter Réka      | 72' |
| KP                   | 15 | Tóth Gabriella    | 46' |
| KP                   | 16 | Szuh Erika        | 68' |
| CS                   | 17 | Fogl Katalin      | 79' |
| Szövetségi kapitány: |    |                   |     |
| Kiss László          |    |                   |     |

| HORVÁTORSZÁG:        |    |                  |            |
|                      |    |                  |            |
| K                    | 1  | Nicole Vuk       |            |
| V                    | 2  | Dragica Cepernić | lecserélve |
| V                    | 3  | Kristina Nevrkla |            |
| V                    | 6  | Allison Schurich |            |
| V                    | 4  | Sandra Žigić     |            |
| KP                   | 5  | Mihaela Pavlek   | lecserélve |
| KP                   | 7  | Barbara Perić    | lecserélve |
| KP                   | 8  | Iva Landeka      |            |
| KP                   | 10 | Maja Joščak      |            |
| CS                   | 9  | Katarina Kolar   | lecserélve |
| CS                   | 11 | Lalvsek          |            |
| Cserék:              |    |                  |            |
| V                    | 13 | Gabrielja Gaiser | becserélve |
| KP                   | 14 | Delencic         | becserélve |
| KP                   | 15 | Vanesa Zlosa     | becserélve |
| CS                   | 17 | Bonković         | becserélve |
| Szövetségi kapitány: |    |                  |            |
| Dean Klafurić        |    |                  |            |

## A mérkőzés
| „             | A mérkőzés nagyon hasonlított a vasárnapi találkozóhoz. Óriási küzdelem folyt a pályán, amelyből mi kerültünk ki győztesen. Az első félidőben lőttük a gólt, de most is, akárcsak vasárnap, a második félidőben játszottunk jobban. A legfontosabb célt megvalósítottuk a két mérkőzéssel, megtudtuk, hogy kikre számíthatunk az előttünk álló feladatok során, emellett nemzetközi tapasztalatot is szerzett a csapat. | ” |
| – Kiss László | |   |

## Örökmérleg a mérkőzés után
| Magyarország | :         | Horvátország |
| ------------ | --------- | ------------ |
| 1            | Győzelem  | 0            |
| 1            | Döntetlen | 1            |
| 2            | Gólok     | 1            |
| 4/6          | Pontok    | 1/6          |
| 66           | %         | 17           |